# Франц Дуне
Франц Дуне (Бармбек, 2. јул 1880 — Милвоки, 11. децембар 1945) био је немачки атлетичар, специјалиста за средње стазе и трке са препрекама. Учесник је Олимпијских игара 1900. у Паризу. Био је члан Спортског клуба Германија из Хамбурга.
Био је двоструки првак Немачке 1898. у Хамбургу, а 1899. у Пфорцхајму, у трци на 1.500 метара, трећи на на 200 метара 1900. и 1902.
На Олимпијским играма 1900. такмичио се у четири дисциплине:две на редовном програму игара и две хендикеп трке у допунском програму чији се резултати и медаље на рачунају у олимпијске.
У обе дисциплине редовног програма тркама на 2.500 м са препрекама и на 4.000 м са препрекама заузео је шесто место са непознатим резултатима.
У хендикеп тркама на 1.500 метара био је први, а на 2.500 м са препрекама други.,